# بيترو مونتانا
بيترو مونتانا (بالإنجليزية: Pietro Montana)‏ هو نحات ورسام أمريكي، ولد في 29 يونيو 1890 في ألكامو في إيطاليا، وتوفي في 6 يوليو 1978.